# Listă de politicieni sloveni implicați în scandaluri publice
Aceasta este o listă de politicieni sloveni implicați în scandaluri publice:

## Prim-miniștri
- Janez Jansa, condamnat în 2014 la 2 ani de închisoare pentru corupție după ce a semnat în 2006 cel mai mare contract de armament al acestei țări, cu societatea finlandeză Patria, în valoare de 278 milioane euro.[1][2][3]

## Eurodeputați
- Zoran Thaler⁠(en)[traduceți], filmat de jurnaliștii de la Sunday Times în timp ce accepta mită în schimbul susținerii unei legi.[4][5][6][7] A fost condamnat la doi ani și jumătate de închisoare și la plata unei amenzi de 32.250 de euro.[8][9]